# Ráječko
Ráječko (in tedesco Rajetschko) è un comune della Repubblica Ceca facente parte del distretto di Blansko, in Moravia Meridionale.